# Xã Pine, Quận Cleburne, Arkansas
Xã Pine (tiếng Anh: Pine Township) là một xã thuộc quận Cleburne, tiểu bang Arkansas, Hoa Kỳ. Năm 2010, dân số của xã này là 262 người.